# Steinbergkirche
Steinbergkirche (en danois: Stenbjergkirke) est une commune de l'arrondissement de Schleswig-Flensbourg, Land de Schleswig-Holstein.

## Géographie
La commune se situe dans le fjord de Flensbourg, dans la péninsule d'Angeln, sur la mer Baltique.
La Bundesstraße 199 traverse la commune.

## Histoire
La première mention écrite date du XIIe siècle à propos de l'église. La commune s'appelait initialement "Bredegatt" et prend le nom allemand de "Steinbergkirche" en 1963.
En 1970, les villages de Gintoft, Hattlund et Westerholm sont intégrés à la commune de Steinbergkirche. Quern (de) l'intègre le 1er mars 2013.